# Michelle O'Neill (football)
Pour les articles homonymes, voir O'Neill.
Cet article concerne une arbitre irlandaise de football. Pour la femme politique nord-irlandaise, voir Michelle O'Neill.
Michelle O'Neill, née à Wexford le 20 juillet 1978, est une arbitre de football irlandaise. En 2019, elle est arbitre de touche pour la finale de la coupe du monde féminine de football puis pour la Supercoupe de l'UEFA aux côtés des Françaises Stéphanie Frappart, arbitre de centre, et Manuela Nicolisi.

## Biographie
Après avoir été joueuse pour les clubs d'Adamstown puis de Wexford, Michelle O'Neill décide en 2008 de se tourner vers l'arbitrage. Révélant rapidement ses talents au niveau local, elle intègre l'école d'arbitrage de la fédération irlandaise (FAI Referee School of Excellence). Arrivée au haut niveau elle arbitre le championnat irlandais féminin puis est choisie comme arbitre de touche pour le championnat masculin où elle officie depuis 2013. Michelle O'Neill exerce le métier de maître nageur.
À partir de 2011, Michelle O'Neill est juge de touche en Ligue des champions féminine aux côtés de plusieurs arbitres centraux, Rhona Daly d'abord entre 2011 et 2016 puis la Polonaise Monika Mularczyk (en) en 2017 ou encore la Finlandaise Lina Lehtovaara en 2018. Au total elle arbitre neuf matchs de Ligue des championnes entre 2011 et 2019.
O'Neill commence sa carrière d'arbitre FIFA en 2013 avec un match de qualification à la coupe du monde de 2015 entre les Pays-Bas et l'Albanie. Elle y est arbitre de touche au sein d'un trio irlandais dirigé par Rhona Daly. Elle sera arbitre assistante sur six matchs de ces qualifications.
En 2015 Michelle O'Neill est désignée pour être arbitre de touche lors de la Coupe du monde féminine de football qui est organisée au Canada. Elle devient de ce fait le deuxième arbitre irlandais de l'histoire à officier en Coupe du monde après Eddie Foley qui avait été arbitre de touche lors de la Coupe du monde de football de 1998. Lors de la Coupe du monde elle dispute deux matchs, les deux avec l'Italienne Carina Vitulano (en).
En 2016, Michelle O'Neill est pour la première fois convoquée pour arbitrer un match de coupe d'Europe masculine. Elle est juge de touche aux côtés de l'Irlandais Neil Doyle (en) pour un match de qualification entre les Estoniens du FCI Levadia Tallinn et les Tchèques du Slavia Prague.
C'est en 2018 que les routes de Stéphanie Frappart, Manuela Nicolosi et Michelle O'Neill se croisent pour la première fois. Toutes trois convoquées pour arbitrer la coupe du monde féminine des moins de 20 ans en France, elles sont associées à deux reprises, d'abord pour un match entre la Corée du Nord et l'Angleterre puis quelques jours plus tard pour un match entre la Chine et le Nigeria. L'année suivante elles sont de nouveau sélectionnées ensemble mais cette fois-ci c'est pour la Coupe du monde féminine.  Le trio arbitral y dirige quatre rencontres. La première entre l'Argentine et le Japon, la seconde entre les Pays-Bas et le Canada, la troisième est le quart de finale entre l'Allemagne et la Suède. L'apothéose arrive pour la quatrième rencontre. Le trio est désigné pour arbitrer la finale de la compétition. Le match oppose les États-Unis et les Pays-Bas et se termine sur la victoire des Américaines 2-0,.
Le 14 août 2019, le trio féminin arbitre Supercoupe de l'UEFA 2019 opposant à Istanbul le Liverpool FC au Chelsea FC. C'est la première fois qu'un match international masculin d'une telle ampleur est arbitré par un trio féminin. Quelques jours auparavant, le 9 août, en guise de préparation, Michelle avait rejoint le duo de Françaises pour arbitrer un match de Ligue 2 entre Guingamp et Orléans.
Le 16 septembre 2024 Michelle O'Neill annonce l'arrêt de sa carrière arbitrale.